# Булахівська сільська рада (Козелецький район)
Булахівська сільська́ ра́да — адміністративно-територіальна одиниця та орган місцевого самоврядування в Козелецькому районі Чернігівської області. Адміністративний центр — село Булахів.

## Загальні відомості
- Населення ради: 596 осіб (станом на 2001 рік)

## Населені пункти
Сільській раді були підпорядковані населені пункти:
- с. Булахів

## Склад ради
Рада складалася з 12 депутатів та голови.
- Голова ради: Сльозко Галина Федорівна
- Секретар ради: Подвисоцька Ольга Миколаївна

### Керівний склад попередніх скликань
| Прізвище, ім'я, по батькові | Основні відомості                                                 | Дата обрання | Дата звільнення |
| --------------------------- | ----------------------------------------------------------------- | ------------ | --------------- |
| Сльозко Ганна Федорівна     | Сільський голова, 1963 року народження, позапартійна              | 26.03.2006   | 31.10.2010      |
| Сльозко Галина Федорівна    | Сільський голова, 1963 року народження, освіта вища, позапартійна | 31.10.2010   |                 |

Примітка: таблиця складена за даними сайту Верховної Ради України

### Депутати
За результатами місцевих виборів 2010 року депутатами ради стали:

#### За суб'єктами висування
| Суб'єкт висування                                       | Кількість обраних депутатів | %    |
| ------------------------------------------------------- | --------------------------- | ---- |
| Партія регіонів                                         | 6                           | 50   |
| Політична партія Всеукраїнське об'єднання «Батьківщина» | 4                           | 33,3 |
| Комуністична партія України                             | 1                           | 8,3  |
| Соціалістична партія України                            | 1                           | 8,3  |

#### За округами
| № округу                                                | Прізвище, ім'я, по батькові  | Дата визнання обраним | Освіта             | Партійна приналежність                        | Відомості про обраного депутата                 |
| ------------------------------------------------------- | ---------------------------- | --------------------- | ------------------ | --------------------------------------------- | ----------------------------------------------- |
| Комуністична партія України                             |                              |                       |                    |                                               |                                                 |
| 7                                                       | Подвисоцька Олена Миколаївна | 01.11.2010            | середня спеціальна | позапартійна                                  | Булахівська сільська рада, секретар             |
| Партія регіонів                                         |                              |                       |                    |                                               |                                                 |
| 1                                                       | Корольова Інна Олексіївна    | 01.11.2010            | вища               | позапартійна                                  | Булахівська загальноосвітня школа, вчитель      |
| 2                                                       | Циба Микола Андрійович       | 01.11.2010            | середня            | позапартійний                                 | пенсіонер                                       |
| 3                                                       | Ілюхіна Антоніна Миколаївна  | 01.11.2010            | середня спеціальна | позапартійна                                  | Булахівська лікарська амбілаторія, медсестра    |
| 5                                                       | Іллєнко Петро Петрович       | 01.11.2010            | середня            | позапартійний                                 | пенсіонер                                       |
| 6                                                       | Стрига Миокла Миколайович    | 01.11.2010            | середня            | позапартійний                                 | тимчасово не працює                             |
| 8                                                       | Іванець Сергій Васильович    | 01.11.2010            | середня            | позапартійний                                 | тимчасово не працює                             |
| Політична партія Всеукраїнське об'єднання «Батьківщина» |                              |                       |                    |                                               |                                                 |
| 4                                                       | Іллєнко Микола Петрович      | 01.11.2010            | середня            | позапартійний                                 | ВАТ «Київбуд», охоронець                        |
| 10                                                      | Шкот Валентина Павлівна      | 01.11.2010            | середня спеціальна | член Всеукраїнського об'єднання «Батьківщина» | Булахівська лікарська амбулаторія, фельдшер     |
| 11                                                      | Бобруйко Микола Петрович     | 01.11.2010            | середня            | позапартійний                                 | Булахівська загальноосвітня школа, кочегар      |
| 12                                                      | Корольова Алла Сергіївна     | 01.11.2010            | середня            | член Всеукраїнського об'єднання «Батьківщина» | Булахівська загальноосвітня школа, техпрацівник |
| Соціалістична партія України                            |                              |                       |                    |                                               |                                                 |
| 9                                                       | Ворона Мирія Василівна       | 01.11.2010            | середня спеціальна | позапартійна                                  | пенсіонер                                       |